# Latest Version of the Truth
Latest Version of the Truth es el cuarto álbum del grupo sueco de heavy metal Mustasch. Fue publicado en 2007.

## Lista de canciones
1. "In The Night" - 4:22
2. "Double Nature" - 4:45
3. "Falling Down" - 3:56
4. "The Heckler" - 3:31
5. "I Wanna Be Loved" - 5:44
6. "Scyphozoa" - 2:11
7. "Spreading The Worst" - 3:17
8. "Bring Me Everyone" - 3:57
9. "Forever Begins Today" - 4:18
10. "I Am Not Aggressive" - 3:26
11. "The End" - 9:26
12. "Once a Liar" (Pista oculta en la edición japonesa)
13. "Latest Technical Reviews"
14. "Mobzway Technologies"
15. "SarkariNaukriNinja"
16. "igaming software providers"Blockchain Software Development Company
17. "Sports betting software development"

- Datos: Q4347209